# Монтебельо (Антьокия)
Монтебельо (исп. Montebello) — город и муниципалитет на западе Колумбии, на территории департамента Антьокия. Входит в состав субрегиона Юго-западная Антьокия.

## История
Поселение из которого позднее вырос город было основано 8 июня 1876 года. Муниципалитет Монтебельо был выделен в отдельную административную единицу в 1913 году.

## Географическое положение

Муниципалитет Монтебельо

Город расположен в южной части департамента, в гористой местности Центральной Кордильеры, на расстоянии приблизительно 26 километров к югу от Медельина, административного центра департамента. Абсолютная высота — 2191 метр над уровнем моря.

Муниципалитет Монтебельо граничит на севере с муниципалитетом Эль-Ретиро, на северо-востоке — с муниципалитетом Ла-Сеха, на востоке и юге — с муниципалитетом Абехорраль, на западе — с муниципалитетом Санта-Барбара, на северо-западе — с муниципалитетом Кальдас. Площадь муниципалитета составляет 83 км².

## Население
По данным Национального административного департамента статистики Колумбии, совокупная численность населения города и муниципалитета в 2012 году составляла 6578 человек.
Динамика численности населения муниципалитета по годам:
| 2005 | 2006 | 2007 | 2008 | 2009 | 2010 | 2011 | 2012 |
| ---- | ---- | ---- | ---- | ---- | ---- | ---- | ---- |
| 7523 | 7397 | 7251 | 7108 | 6982 | 6848 | 6716 | 6578 |

Согласно данным переписи 2005 года мужчины составляли 51,8 % от населения Монтебельо, женщины — соответственно 48,2 %. В расовом отношении белые и метисы составляли 99,1 % от населения города; негры, мулаты и райсальцы — 0,6 %; индейцы — 0,3 %.
Уровень грамотности среди всего населения составлял 88,5 %.

## Экономика
Основу экономики Монтебельо составляют сельскохозяйственное производство и добыча полезных ископаемых (полевых шпатов и талька).

57 % от общего числа городских и муниципальных предприятий составляют предприятия торговой сферы, 33,6 % — предприятия сферы обслуживания, 7 % — промышленные предприятия, 2,4 % — предприятия иных отраслей экономики.